# Wolfgang von Schwind

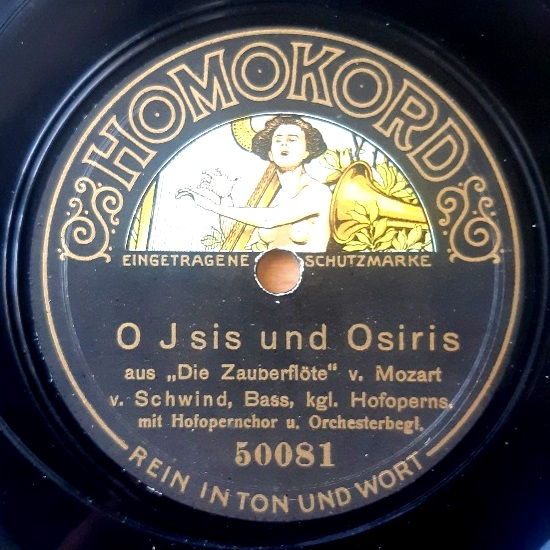
Schallplatte von Wolfgang von Schwind (Berlin 1911)

Wolfgang Amadeus Ritter von Schwind (* 4. Juli 1879 in Elbogen, Österreich-Ungarn; † 19. April 1949 in Wien) war ein österreichisch-deutscher Opernsänger (Bass) und Schauspieler.

## Leben
Wolfgang von Schwind war der Enkel des Malers Moritz von Schwind und wird wie dieser häufig irrtümlich Schwindt geschrieben. Schwind besuchte das Kadettenkorps in München und ein Jahr lang die dortige Universität. Seine schauspielerische Ausbildung erhielt er bei dem Münchner Hofschauspieler Otto König.
In der Spielzeit 1904/05 begann er seine Bühnenlaufbahn am Stadttheater Brünn, wo er sich vom Kantor der jüdischen Gemeinde Gesangsstunden geben ließ. Anschließend ging er zur weiteren Ausbildung seiner Stimme nach München.
Im Juni 1907 gab er ein erfolgreiches Gastspiel in Samson et Dalila von Camille Saint-Saëns und wurde daraufhin an die Hofoper Berlin berufen, an der er bis 1911 wirkte. In diesem Jahr trat er ein Engagement am Hoftheater Karlsruhe an, wo er bis 1916 blieb und auch später noch als Gast auftrat.
Zu seinem Repertoire gehörten Osmin in Die Entführung aus dem Serail, Pogner in Die Meistersinger von Nürnberg, Hagen in der Götterdämmerung, Landgraf in Tannhäuser, Ramphis in Aida und Marcel in den Hugenotten.
Während des Ersten Weltkrieges verließ er Deutschland, lebte in Spanien und war zeitweise Sekretär eines ägyptischen Prinzen. Er versuchte sich auch als Kaninchenzüchter, Gemüsebauer, Maultiertreiber in den Pyrenäen und Vertreter.
Im Juli 1920 kam von Schwind wieder nach Berlin und fand Anschluss beim deutschen Film. Er wirkte dann über zwei Jahrzehnte als Nebendarsteller in vielen deutschen Produktionen mit. Von Schwind stand 1944 in der Gottbegnadeten-Liste des Reichsministeriums für Volksaufklärung und Propaganda.
1947 erschien im Berliner Verlag Zander der Roman Die große Rolle des Andreas Witt aus Schwinds Feder, der Liebe, Leben und Karriere des Schauspielers Andreas Witt behandelt.
Im Jahre 1911 machte Wolfgang von Schwind einige wenige Schallplattenaufnahmen für Homokord, Parlophon und Pathé.

## Filmografie
- 1920: Der Henker von Sankt Marien
- 1920: Gräfin Walewska
- 1921: Das indische Grabmal (2 Teile)
- 1922: Die Beute der Erinnyen
- 1922: Nathan der Weise
- 1922: Menschenopfer
- 1923: Im letzten Augenblick
- 1924: Die Liebe ist der Frauen Macht
- 1924: Das schöne Abenteuer
- 1925: Wallenstein
- 1925: Bismarck, 1. Teil
- 1926: Bismarck 1862–1898
- 1927: Die große Pause
- 1927: Sein größter Bluff
- 1927: Doña Juana
- 1928: Der Biberpelz
- 1928: Polnische Wirtschaft
- 1929: Die Garde-Diva
- 1929: Kehre zurück! Alles vergeben!
- 1929: Die Mitternachts-Taxe
- 1929: Rosen blühen auf dem Heidegrab
- 1929: Fräulein Lausbub
- 1930: Der Hampelmann
- 1930: Das Kabinett des Dr. Larifari
- 1931: 1914, die letzten Tage vor dem Weltbrand
- 1931: Ihre Hoheit befiehlt
- 1931: Ronny
- 1931: Schatten der Unterwelt
- 1932: Die – oder keine
- 1932: Jonny stiehlt Europa
- 1931: Man braucht kein Geld
- 1932: Revierkrank
- 1932: Theodor Körner
- 1933: Hugos Nachtarbeit
- 1933: Ein Lied geht um die Welt
- 1933: Wie werde ich energisch?
- 1934: Es tut sich was um Mitternacht
- 1934: Die Finanzen des Großherzogs
- 1934: Gern hab’ ich die Frau’n geküßt
- 1934: Musik im Blut
- 1934: Die rosarote Brille
- 1934: Was bin ich ohne Dich
- 1934: Ein Kind, ein Hund, ein Vagabund
- 1934: Die Welt ohne Maske
- 1934: Abenteuer im Südexpress
- 1934: Ein Mädchen mit Prokura
- 1934: Zu Straßburg auf der Schanz
- 1935: Alles hört auf mein Kommando
- 1935: Lady Windermeres Fächer
- 1935: Der Vogelhändler
- 1935: Alles weg’n dem Hund
- 1935: Der blaue Diamant
- 1935: Peter, Paul und Nanette
- 1936: August der Starke
- 1936: Drei Mäderl um Schubert
- 1936: Der Kurier des Zaren
- 1936: Liebeserwachen
- 1936: Die lustigen Weiber
- 1936: Intermezzo
- 1938: Nanon
- 1939: Es war eine rauschende Ballnacht
- 1939: Der Mann mit dem Plan
- 1940: Bal paré
- 1940: Casanova heiratet
- 1940: Die lustigen Vagabunden
- 1940: Trenck, der Pandur
- 1941: Frau Luna
- 1941: U-Boote westwärts!
- 1941: Das tapfere Schneiderlein
- 1943: Gefährlicher Frühling
- 1947: Die Glücksmühle

## Literarisches Werk
- Die große Rolle des Andreas Witt. Roman. Zander, Berlin 1940